# George Prevost
Sir George Prevost, 1. Baronet (* 19. Mai 1767 in New Jersey, Nordamerika; † 5. Januar 1816 in London, England) war ein britischer Offizier und Diplomat, während des britisch-amerikanischen Krieges von 1812 britischer Generalgouverneur und Oberbefehlshaber in Kanada.

## Leben

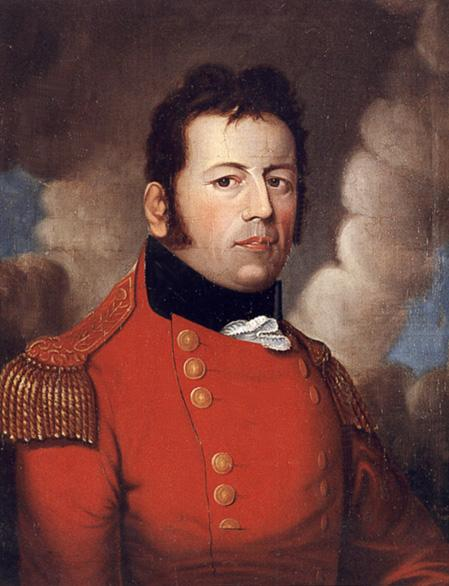
Sir George Prevost, 1. Baronet

George Prevost wurde 1767 im heutigen US-Bundesstaat New Jersey als ältester Sohn von Augustin Prévost, einem aus der französischsprachigen Genfer Republik stammenden Lieutenant-Colonel der britischen Armee geboren. Georges Großvater mütterlicherseits war ein reicher Bankier aus Amsterdam, dessen Geld die Armeekarriere seines Enkels mit Sicherheit förderte. Nach dem Besuch von Schulen in England und auf dem Kontinent trat George 1779 als Ensign in die britische Armee ein. 1782 wurde er Lieutenant, 1784 Captain und 1790 Major. Seit 1789 war er mit Catherine Anne Phipps verheiratet, mit der er fünf Kinder hatte, von denen eines als Kind starb.
Während der Revolutionskriege gegen Frankreich diente Prevost in der Karibik. Ab 1794 war er Kommandeur auf St. Vincent, wo er im selben Jahr zum Lieutenant-Colonel befördert und 1796 im Kampf mit Franzosen schwer verwundet wurde. Nach seiner Rückkehr nach England ernannte man ihn 1798 zum Brigadier und Gouverneur der Karibikinsel St. Lucia, wo ihm sein flüssiges Französisch und sein gewinnendes Wesen den Respekt der französischen Pflanzer einbrachten. Im Jahre 1802 ging er aus gesundheitlichen Gründen nach England, kam aber nach dem erneuten Ausbruch des Krieges als Gouverneur von Dominica in die Karibik zurück, wo er 1803 einen französischen Angriff auf diese Insel und St. Lucia abwehren musste. 1805 wurde er zum Major-General befördert. Nach seiner Rückkehr wurde ihm am 6. Dezember 1805 der erbliche Adelstitel eines Baronet, of Belmont in the County of Southampton erhoben und erhielt das Amt eines Kommandeurs des Distriktes von Portsmouth.
Im Jahre 1808 versetzte man ihn nach Kanada und vertraute ihm das Amt des Gouverneurs von Neuschottland an. Im Hintergrund standen die sich verschlechternden Beziehungen mit den USA, wegen derer die britische Regierung die zivilen Verwaltungsbeamten in den Kolonien gegen Militärs austauschte. Prevost erwies sich als fähiger Administrator, dem es gelang, Spannungen mit dem Kolonialparlament abzubauen, die Verteidigungsfähigkeit zu verbessern, die Rechte der Krone zu wahren und die Wirtschaft des Landes zu fördern. Auch seinen militärischen Ruhm vermehrte er durch eine Beteiligung an einem erfolgreichen Feldzug zur Eroberung von Martinique 1808/09. Als geschickter Schachzug erwies sich die Gewährung von Zollfreiheit für Händler aus den Neuenglandstaaten der USA. Dieser aus US-Sicht illegale Handel, der die von Präsident Thomas Jefferson verhängte Wirtschaftsblockade gegen Großbritannien unterlief, ließ die Wirtschaft Nova Scotias aufblühen und ließ in Neuengland die Abneigung gegen einen Krieg mit den Nachbarn wachsen.
1811 wurde Prevost zum Lieutenant-General, Generalgouverneur von Kanada und Oberbefehlshaber der dortigen britischen Streitkräfte befördert. Seine Hauptaufgabe war die Vorbereitung des sich abzeichnenden Konflikts mit den USA. Aufgrund der Verwicklung der British Army in den Krieg in Europa konnten keine nennenswerten Verstärkungen für die in Kanada stehenden Truppen erwartet werden. Sie umfassten lediglich 5600 Mann, von denen etwa 1200 auf kleine Garnisonen in Oberkanada verstreut waren. Die Milizen zählten auf dem Papier über 70.000 Mann, waren jedoch schlecht bewaffnet, undiszipliniert und in Oberkanada, wo viele Einwanderer aus den USA lebten, von zweifelhafter Loyalität. Prevost erkannte rasch, dass es für die erfolgreiche Verteidigung Kanadas gegen einen US-Angriff von zentraler Bedeutung war, die frankokanadische Bevölkerung zu gewinnen. Durch eine Reihe von Maßnahmen, darunter die Vergabe von Posten an prominente Vertreter dieser Gruppe, gelang es ihm, die weitgehende Unterstützung der Frankokanadier inklusive der katholischen Kirche zu gewinnen und ihre Loyalität gegenüber der britischen Krone zu sichern. Prevost machte sich damit allerdings einflussreiche Anglokanadier zum Feind, die sich mit dem Verlust an Macht, Einfluss und Posten nicht abfinden wollten.
Gegenüber der erdrückenden militärischen Übermacht der Amerikaner wählte Provost im Einklang mit der Regierung in London eine strikt defensive Strategie. Eine Schlüsselrolle darin spielte Québec, die einzige nennenswerte Festung in Kanada, die bei einer US-Invasion auch um den Preis der Aufgabe von Außenposten gehalten werden sollte, bis Verstärkungen aus Europa einträfen. Prevost erkannte, dass die Herrschaft der Royal Navy auf den Großen Seen einen gewissen Ausgleich für die Überlegenheit der USA an Landtruppen darstellte. Nach dem Ausbruch des Kriegs 1812 setzte er auf diese Defensivstrategie. Statt in die Offensive zu gehen, zog er es vor, seine Verteidigungsstellungen auszubauen, die Züge des Gegners abzuwarten, Kämpfe wenn möglich zu vermeiden und nichts zu riskieren.
Seine Forderung, Kampfhandlungen überhaupt zu unterlassen, um auf diese Weise die Spaltung der öffentlichen Meinung in den USA aufrechtzuerhalten, ließ sich jedoch nicht durchsetzen. Der gegen diese Anweisungen von Generalmajor Sir Isaac Brock, dem Kommandeur in Oberkanada, gegen das strategisch bedeutende Fort Mackinac geführte Handstreich brachte die Indianer unter ihrem bedeutenden Führer Tecumseh endgültig auf die Seite der Briten. Mit ihrer Hilfe konnte eine amerikanische Invasionsarmee unter William Hull im Sommer 1812 nicht nur zum Rückzug, sondern auch zur Kapitulation in Detroit gezwungen werden. Diese Erfolge waren bis zu einem gewissen Grad kriegsentscheidend, da sie erhebliche psychologische Auswirkungen auf die Amerikaner hatte, deren daraus resultierendes, oft ängstliches, halbherziges und zögerndes Vorgehen die Defensivstrategie Prevosts erleichterte. Einer der ersten Aktionen des Generalgouverneurs selbst war der Abschluss eines Waffenstillstandsvertrags mit dem amerikanischen Oberbefehlshaber Henry Dearborn, der an der Hauptfront am Niagara River zunächst für Ruhe sorgte. Als die Amerikaner nach der Ablehnung des Waffenstillstands durch Präsident James Madison im September 1812 angriffen, erlitten sie in der Schlacht von Queenston Heights eine schwere Niederlage, die allerdings durch den Tod Brocks teuer erkauft war. Trotz Versuchen, eine offensivere Kriegsführung zu erreichen, blieb Prevost mit der Unterstützung Wellingtons bei seiner Defensivstrategie, die sich bis 1814 in wechselhaften Kämpfen als insgesamt erfolgreich erwies, da es den Amerikanern nie gelang, für längere Zeit kanadisches Territorium zu besetzen. Die Inkompetenz der meisten US-Generäle spielte hierbei eine ebenso wichtige Rolle wie die Kampfkraft der zahlenmäßig meist weit unterlegenen britisch-kanadischen Truppen.
Wo Prevost selbst das Kommando innehatte, agierte er äußerst vorsichtig, so beim Angriff auf die amerikanische Marinebasis Sackets Harbor am 28. Mai 1813. Hier zögerte er mit einem Angriff so lange, dass die Verteidiger unter Jacob Brown ausreichend Zeit hatten, Verstärkungen heranzuholen und eine Einnahme des Orts unmöglich zu machen. Der letzte und bedrohlichste US-Vorstoß auf die Niagara-Halbinsel im Sommer 1814 wurde durch die äußerst verlustreiche Schlacht bei Lundy’s Lane abgewiesen. Teilweise scharf kritisiert wurde Prevost allerdings dafür, dass er die Flotte auf dem Eriesee und die bei Detroit stehenden Truppen unter Henry Procter nicht ausreichend unterstützte, so dass diese im September 1813 von überlegenen US-Streitkräften in den Schlachten auf dem Eriesee und am Thames River geschlagen und zur Räumung Oberkanadas bis zum Ontariosee gezwungen wurden. Aus Sicht Prevosts hätte die Entsendung von Verstärkungen die Truppen auf dem Hauptschauplatz auf der Niagara-Halbinsel und am Sankt-Lorenz-Strom so weit geschwächt, dass hier die Gefahr einer dann möglicherweise kriegsentscheidenden Niederlage bestanden hätte.
Überfordert war der Generalgouverneur dann jedoch mit der Aufgabe, selbst in die Offensive zu gehen, als es das Ende des Krieges in Europa der britischen Regierung erlaubte, ausreichende Verstärkungen nach Kanada zu schicken. Prevost sollte nun die amerikanische Flotte vom Eriesee, vom Ontariosee und vom Lake Champlain vertreiben und Teile Michigans besetzen, um die britische Position bei den Friedensverhandlungen in Gent zu verbessern. Dafür erhielt er 11.000 Mann unter vier der fähigsten Brigadegeneräle Wellingtons. Prevost plante einen kombinierten Vorstoß zu Land und zur See entlang des Lake Champlain. Im September 1814 begann er den Vormarsch mit einer starken Armee, stoppte ihn aber vor der von weit unterlegenen Milizverbänden verteidigten Stadt Plattsburgh. Um den amerikanischen Flottenverband auf dem See auszuschalten, nötigte er Kapitän George Downie, den Kommandeur der britischen Seeflotte, mit seinen unfertigen Schiffen einen Angriff auf die in der Plattsburgh Bay liegende US-Flotte zu führen, der in der weitgehenden Vernichtung des britischen Verbands in der Schlacht bei Plattsburgh und dem Tod Downies endete. Der Generalgouverneur war dafür mit verantwortlich, da er Downie einen gleichzeitigen Angriff zu Land versprochen hatte. Dies hatte er aber unterlassen, bis das Seegefecht fast zu Ende war. Nachdem er von der Niederlage der Flotte erfahren hatte, befahl Prevost den Rückzug und setzte sich dabei über den Rat seiner Offiziere hinweg, die die Eroberung Plattsburghs trotzdem für erreichbar hielten.
Die dem Generalgouverneur feindlich gesinnten anglokanadischen Kreise nutzten das Debakel von Plattsburgh zu einem Kesseltreiben gegen ihn, das umso bedrohlicher war, da er sich die Feindschaft vieler Armee- und Marineoffiziere zugezogen hatte. Allerdings war das Verhalten Prevosts gegenüber einigen seiner Offiziere auch durchaus fragwürdig. So brachte er Oberstleutnant Charles-Michel de Salaberry durch bewusst verfälschende Berichte nicht nur um die ihm zustehende Ehre für den Sieg in der Schlacht am Chateauguay River, sondern versuchte auch, ihn durch ein doppelzüngiges Spiel aus der Armee zu drängen. Fragwürdig war auch sein Umgang mit Generalmajor Sheaffe, dem Sieger von Queenston Heights, den er unter unehrenhaften Umständen ablösen ließ, ohne dass dieser etwas anderes getan hätte als Prevosts Befehle auszuführen. Auch hohe Funktionäre der Kolonialverwaltung betrieben hinter Prevosts Rücken seine Ablösung. Bei der Wahl der Mittel war man nicht zimperlich; der Generalgouverneur erwies sich gegenüber Diffamierungen als hilflos, und schließlich wirkten die Verleumdungen insoweit, als Prevost abgelöst wurde und im April 1815 nach England zurückkehrte, um sich für sein Verhalten beim Plattsburgh-Feldzug zu rechtfertigen, da der kanadische Marinekommandeur Sir James Lucas Yeo schwere Beschuldigungen gegen ihn erhoben hatte. Zwar akzeptierte die Regierung seine Erklärungen, doch ein Kriegsgericht der Royal Navy kam im August 1815 zu dem Ergebnis, dass Prevost für die Niederlage von Plattsburgh verantwortlich sei, da er Downie vorzeitig zum Kampf genötigt und ihm dann die versprochene Unterstützung nicht gewährt habe. Der gesundheitlich stark geschwächte Prevost verlangte ein Kriegsgerichtsverfahren der Armee gegen sich, um seinen Ruf wiederherzustellen, starb aber einen Monat vor dessen Beginn am 5. Januar 1816 in London. Seinen Adelstitel erbte sein Sohn George Prevost (1804–1893) als 2. Baronet.
Da ihm damit die Gelegenheit genommen wurde, sich öffentlich zu rechtfertigen, prägten die gegen ihn erhobenen Beschuldigungen sein Bild in der Nachwelt. Bis heute wird er als freundliche, aber schwache und übervorsichtige Persönlichkeit dargestellt und oft für militärisch inkompetent erklärt. Popularisiert wurde dieses Bild durch den von der angloamerikanischen Oberschicht geschaffenen politischen Mythos, demzufolge Kanada durch General Brock und die einheimischen Milizen gerettet worden sei. Die zeitgenössischen Quellen beweisen jedoch eindeutig, dass die erfolgreiche Verteidigung Kanadas gegen eine enorme amerikanische Übermacht zu einem wesentlichen Teil den energischen und gut durchdachten Maßnahmen Prevosts im Vorfeld des Krieges und seiner insgesamt erfolgreichen Strategie während dessen Verlauf zu verdanken war. Als Feldkommandeur erwies er sich als weniger begabt, doch sähe – wie das „Dictionary of Canadian Biography“ meint – seine Reputation als General etwas besser aus, wäre er nicht mit Wellington, sondern den ihm gegenüber stehenden US-Generälen verglichen worden. Weitgehend in Vergessenheit geraten sind seine großen Verdienste bei der Verwaltung Kanadas, insbesondere um die Eingliederung der Frankokanadier, die jedoch von der britischen Regierung anerkannt wurden, da sein Nachfolger Sir John Coape Sherbrooke ausdrücklich instruiert wurde, die Politik Prevosts fortzusetzen. Tragischerweise war es gerade diese Politik, die ihn dem Hass einflussreicher anglokanadischer Kreise aussetzte, deren Verleumdungen seinen Ruf dauerhaft geschädigt haben.